# Belagerung bei Pirna
Pirna – Lobositz – Prag – Gabel – Kolin – Groß-Jägersdorf – Moys – Roßbach – Breslau – Leuthen – Domstadtl – Olmütz – Neisse – Zorndorf – Hochkirch – Kay – Kunersdorf – Hoyerswerda – Maxen – Koßdorf – Landeshut – Liegnitz – Oschatz – Berlin – Wittenberg – Torgau – Döbeln – Burkersdorf – Reichenbach – Freiberg
Die Belagerung Pirnas mit der Auflösung der sächsischen Armee gab den Startschuss für den Siebenjährigen Krieg, der anschließend zwar ohne das Kurfürstentum Sachsen, aber doch oft auf seinem Gebiet stattfand.

## Vorgeschichte
Am 29. August 1756 überschritten kurz nach Mittag preußische Truppen in drei Kolonnen die sächsische Grenze. Die sächsische Generalität hatte schon Wochen vorher den Plan gefasst, ihre Armee in zwei Lagern bei Meißen und Pirna unterzubringen. Während die Preußen noch vorgaben, die Truppen würden nach Böhmen durchmarschieren, ließ Brühl das Heer in das Lager bei Pirna verlegen. So fanden die Preußen die meisten Städte ohne Garnison, da diese sich kurz vorher noch retten konnten. 
Die Soldaten sollten genug Nahrung für zwei Wochen einpacken. Geplant war, dass sie am 2. September in das Lager bei Pirna einrücken und am folgenden Tag weiter nach Österreich marschieren sollten, um sich mit den österreichischen Truppen des Generals Browne zu vereinigen. Doch die österreichische Kaiserin Maria Theresia zögerte, da sie eine offene Kriegserklärung Preußens befürchtete. Der Kurfürst begab sich auf die Festung Königstein. Seine Familie blieb in Dresden.

## Belagerung

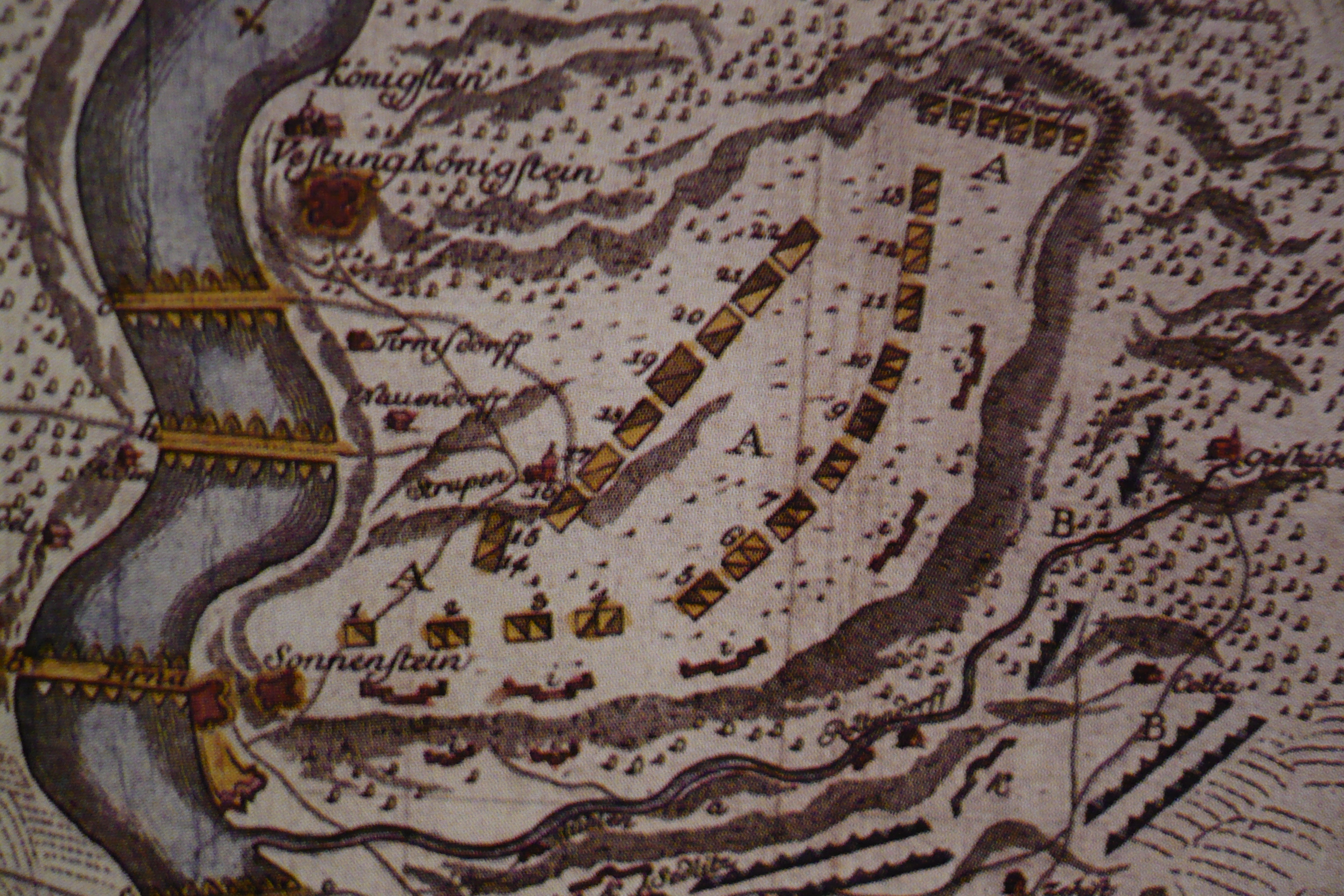
Plan von dem Sächsischen und Preußischen Lager bey Pirna

Am 2. September wurde beschlossen, länger im Lager bei Pirna zu verweilen. Deshalb wurden ab dem 3. September die Rationen gleichermaßen für Menschen wie für Tiere gekürzt. 
Bis zum 10. September hatten die preußischen Truppen den Belagerungsring geschlossen. Hierzu wurde von ihnen auch eine Pontonbrücke bei Heidenau, flussabwärts von Pirna und Schandau geschlagen. Zusätzlich besetzten je zwei Eskadronen der Preußen die Orte Zehista und Hellendorf, um den Nollendorfer Pass über das Osterzgebirge nach Böhmen zu kontrollieren und Kuriere abzufangen.
Trotz der Belagerung akzeptierte man aber die Stellung des sächsischen Kurfürsten, sodass Nahrungsmittel und Kuriere zu ihm durchgelassen wurden und er weiterhin standesgemäß agieren konnte.

## Ausbruchsversuch

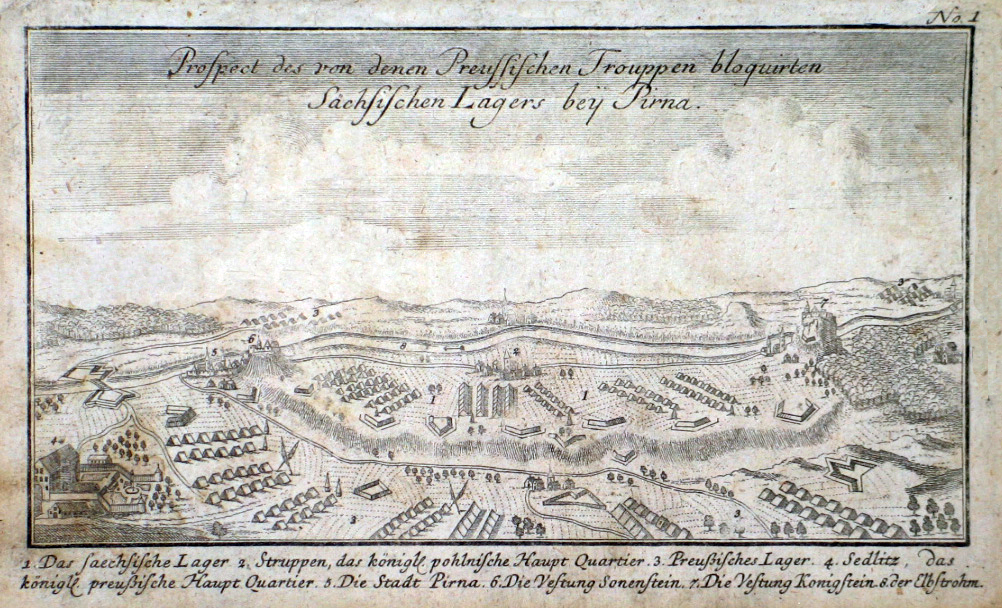
Plan der Belagerung bei Pirna

Bis zum 11. Oktober blieben die Sachsen in ihrem Lager, es kam lediglich zu harmlosen Vorpostengefechten. Mittlerweile waren die Österreicher nach Mittelndorf vorgedrungen, wo man den Ausfall der Sachsen erwartete, der am 12. Oktober erfolgen sollte. Der Termin wurde mehrmals verschoben, da es problematisch war, die Pontons zu transportieren. Nachweisbar sind starke Regenfälle vom 11. Oktober bis 13. Oktober. So berichtet ein Augenzeuge: „zwei und siebzig Stunden, wovon es 48 unaufhörlich regnete, hatten wir ohne Brot und Lebensmittel unter freiem Himmel und dem Gewehre zugebracht. Wenigen blieb andere Speise übrig, als die Wurzeln längst verzehrter Früchte, gekochter Puder mit Pulver gesalzen, war eine Labung und Holz das Futter der Pferde.“ Die Pontons konnten von den völlig entkräfteten Pferden nur mühsam fortbewegt werden, rissen den aufgeweichten Boden auf und kamen erst verspätet in Thürmsdorf an. Die Pontoniere und Ingenieure der sächsischen Armee bauten die Brücke direkt an der Mündung des Tales bei Thürmsdorf auf.
Am Morgen des 12. Oktober begannen die Sachsen in zwei Kolonnen mit dem Abmarsch zur Brücke. Ziel war es, die preußischen Stellungen auf der Ebenheit am Lilienstein zu durchbrechen, sich den von Pirna aus nachrückenden Preußen in den Weg zu stellen und auf die Vereinigung mit den Österreichern zu warten. Der Abmarsch wurde aber wenige Stunden nach dem Aufbrechen der Sachsen von preußischen Patrouillen bemerkt, sodass 12 Bataillone der Preußen von Langenhennersdorf aus mit der Verfolgung begannen. Die von Soldaten gezogenen Geschütze der Sachsen rissen den restlichen Weg auf. Einige mussten zurückgelassen werden. Bis zu den frühen Morgenstunden gelang es nur, 200 Grenadiere und neun leichte Feldgeschütze über die Elbe überzusetzen. Diese konnten sich erfolgreich gegen kleinere preußische Einheiten verteidigen.
Am Morgen des 13. Oktober hatten schließlich 7 Bataillone Grenadiere übersetzen können, wobei auch die preußischen Verschanzungen schon um 12 Bataillone verstärkt waren. Am Abend schließlich fiel die Brücke. Bis dahin war es noch zwei Staffeln Infanterie, vier Brigaden Kavallerie und zwei weiteren Brigaden Infanterie der Sachsen gelungen, die Elbe zu überqueren. Der Rest des Heeres verblieb auf der linken Elbseite.

## Kapitulation der Sachsen und Eingliederung in preußische Reihen
Der sächsische Kurfürst Friedrich August II. gestattete seinem Heer unter Feldmarschall Friedrich August Rutowski, sich am 16. Oktober zu ergeben. Bedingung war danach „die Waffen nicht wider Uns und Unsere Freunde zu führen.“
In den folgenden Tagen wurden entgegen den Kapitulationsvereinbarungen die sächsischen Truppen auf Preußen vereidigt und in die preußischen Linien eingegliedert. Von den 658 Offizieren ließen sich aber nur 51 „labile Elemente“ zum Übertritt bewegen, der Rest ging in die Gefangenschaft. 
Die Mannschaften und Unteroffiziere mussten sich auf ein offenes Feld begeben und wurden von preußischen Truppen umstellt. Dort hatten sie den Eid auf Preußen zu schwören. Einheiten, die sich weigerten, wurden misshandelt und erhielten keine Nahrung. 14.000 sächsische Soldaten kamen so, zumindest zeitweise, in preußische Dienste. Die meisten dieser Regimenter wurden aber 1757 wieder aufgelöst. Die sächsischen Soldaten desertierten zudem in großer Zahl und sammelten sich in neuen Regimentern, welche unter österreichischer Führung dann gegen Preußen kämpften.